# 道の駅メルヘンおやべ
道の駅メルヘンおやべ（みちのえき メルヘンおやべ）は、富山県小矢部市桜町にある国道8号の道の駅である。
2009年（平成21年）10月24日にオープンした。

## 施設
- 駐車場
  - 普通車：90台[3]
  - 大型車：30台[3]
  - 身障者用：2台[3]
- トイレ（いずれも24時間利用可能）
  - 男：7器
  - 女：9器
  - 身障者用：2器
- おみやげコーナー（9:00 - 17:00）
- テイクアウト田舎（10:00 - 17:00）
- 地域農産物売場（農産物直売所、8:00 - 17:00）[3]
- フードコートメルヘン田舎（10:00 - 18:00、第1・第3月曜日のみ10:00 - 15:00）[3]
- コインシャワー（7:30 - 17:00、有料）
- ドッグラン・総合遊具施設（9:30 - 16:00、冬季は閉鎖）
- バス停留所（小矢部市営バス宮島線）

### 管理団体
- 設置者：小矢部市
- 指定管理者：石動まっちゃプロジェクト（2021年時点）[4][5][6]

## 休館日
- 年中無休[3]
  - 地域農産物売場：1月1日[3]
  - ドッグラン・総合遊具施設：冬季（12月 - 3月）

## アクセス
- 国道8号 - 登録路線
  - 富山県道32号小矢部伏木港線
- 能越自動車道福岡ICより約10分。
- 能越自動車道小矢部東ICより約15分。
- 北陸自動車道小矢部ICより約20分。

## 周辺
- 三井アウトレットパーク北陸小矢部
- 桜町JOMONパーク
- 稲葉山牧場